# Cassandra Cain
Cassandra Cain (también conocida como Cassandra Wayne) es una superheroína ficticia que aparece en los cómics estadounidenses publicados por DC Comics, comúnmente en asociación con el superhéroe Batman. Creada por Kelley Puckett y Damion Scott, Cassandra Cain apareció por primera vez en Batman # 567 (julio de 1999). El personaje es uno de varios que han asumido el papel de Batgirl. Se conoce a Cassandra Cain por el nombre de Huérfana en la continuidad actual de DC Comics.
La historia del origen de Cassandra la presenta como la hija de los asesinos David Cain y Lady Shiva. Se la privó del habla y el contacto humano durante su infancia como condición para convertirse en la mayor asesina del mundo. En consecuencia, Cassandra creció hasta convertirse en una experta en artes marciales y desarrolló una increíble habilidad para interpretar el lenguaje corporal hasta el punto de leer pensamientos complejos, pero al mismo tiempo permaneciendo muda, desarrollando habilidades sociales muy limitadas y siendo analfabeta.
Cassandra fue la primera Batgirl en protagonizar su propia serie de cómics de Batgirl, un personaje asiático que fue reemplazado como Batgirl por Stephanie Brown en una historia de 2009. Regresó a finales de 2010, donde se la mostró trabajando como agente anónima de Batman en Hong Kong antes de adoptar el nuevo apodo de Black Bat.
Regresó a la continuidad principal después del reinicio de toda la compañía en Batman & Robin Eternal y asumió el nombre en clave Huérfana después de la muerte de su padre David Cain, quien originalmente usó el nombre en clave.
El personaje hizo su debut cinematográfico en la película de DC Extended Universe Birds of Prey, interpretada por Ella Jay Basco.

## Historial de publicaciones
Cassandra Cain apareció por primera vez en Batman # 567 (julio de 1999), escrito por Kelley Puckett y dibujado por Damion Scott (a quienes generalmente se les atribuye su invento).
En 2000, Cassandra se convirtió en la primera Batgirl en aparecer en una serie de cómics en curso del mismo nombre.
Durante el arco de la historia de "Juegos de guerra" en 2004, Batman depende en gran medida de Cassandra para ayudar a controlar la violencia de la guerra de pandillas en Gotham City. 
Cassandra asumió el papel de villana al convertirse en la jefa de la Liga de Asesinos luego del salto de continuidad "Un año después", como se establece en Robin # 150 (julio de 2006).
Cassandra luego aparece en Supergirl # 14 (abril de 2007), luchando contra la personaje principal, (Kara Zor-El).
En Teen Titans (vol. 3) # 44 (abril de 2007), reveló que Cassandra luchó contra Supergirl primero, antes de atacar a los Jóvenes Titanes con los Titanes del Este.
Cassandra reaparece más tarde en la serie Robin.
Cassandra aparece a continuación en la lista de Titanes del Este una vez más vistiendo el disfraz de Batgirl. Cassandra permaneció en el papel de villana, bajo el mando del líder de Titanes del Este, Deathstroke.
En octubre de 2007, DC anunció que Cassandra asumiría la identidad de Batgirl como miembro de los Outsiders en la próxima serie en curso de Batman and the Outsiders que será escrita por Chuck Dixon, que parece, o se espera que, comience a resolver la controversia.
En febrero de 2008, Dan DiDio reveló durante un panel de la convención que el escritor Adam Beechen estaría escribiendo una miniserie de "nueva Batgirl". El propio Beechen dijo que la historia resolvería las preguntas sobre el comportamiento de Cassandra y será un escenario para nuevas aventuras de Batgirl.
En 2009, Cassandra pasa la identidad de Batgirl a Stephanie Brown.
En julio de 2010, Cassandra apareció como uno de los personajes principales en un cuento escrito y dibujado por Amanda Conner para Wonder Woman # 600, donde ayuda a Wonder Woman y Power Girl en una batalla contra Egg Fu.
Después de El Regreso de Bruce Wayne, se revela que la desilusión de Cassandra fue una artimaña, y que voluntariamente le había entregado su manto de Batgirl a Stephanie porque estaba actuando bajo las órdenes de su mentor, y ahora trabaja como justiciera sin nombre en clave.
En 2011, la serie Batman Inc. de Grant Morrison, se revela que Cassandra había tomado el nombre de Black Bat.
En C2E2 2011, se confirmó que Cassandra aparecería como un personaje principal en la miniserie Batman: Gates of Gotham de Scott Snyder y Kyle Higgins.
Después de New 52, Cassandra apareció en lo que parecía ser una línea temporal variante; sin embargo, en San Diego Comic-Con International 2015, James Tynion IV anunció que Cassandra se introduciría en la continuidad de la corriente principal en Batman & Robin Eternal.
El 4 de febrero de 2020 fue el debut de la primera novela gráfica de Cassandra Cain, Shadow of the Batgirl, escrita por Sarah Kuhn e ilustrada por Nicole Goux.

## Biografía ficticia

### Historia temprana
El nacimiento y la infancia de Cassandra se revelan en la serie Batgirl. David Cain había buscado un guardaespaldas perfecto para Ra's al Ghul. Encontró una madre potencial cuando vio a Sandra Wu-San pelear con su hermana Carolyn en un torneo de artes marciales. Creyendo que Sandra se estaba reteniendo por Carolyn, Cain asesinó a Carolyn y atrajo a Sandra a una trampa, perdonándole la vida a cambio de dar a luz a su hija y dejar a esa niña para que él la criara. Ella estuvo de acuerdo. Después del nacimiento de Cassandra, Sandra se propuso convertirse en Lady Shiva.
Caín entrenó a Cassandra desde que nació para ser una asesina. No le enseñaron a leer ni a escribir; en cambio, leer el lenguaje corporal era su único lenguaje. Pudo leer los movimientos de las personas y predecir lo que iban a hacer. Cuando tenía ocho años, Caín la llevó a matar a un hombre de negocios. Cuando el hombre murió, ella leyó lo que estaba sintiendo, se dio cuenta de lo que había hecho y se escapó de su padre.
Después de eso, sus actividades son, hasta ahora, un misterio, hasta que aparece por primera vez durante el arco de la historia de "No Man's Land".

### No Man's Land
Durante la historia de "No Man's Land", después de que Gotham fuera arrasada por un terremoto y aislada, Cassandra Cain salva la vida del Comisionado Gordon y obtiene la aprobación de Bruce Wayne y, finalmente, se convierte en la nueva Batgirl.
Su padre, David Cain, envía un video del primer asesinato de Cassandra a Bruce Wayne (Batman) intentando alterar su estatus. Sin embargo, Wayne sigue aceptando a Cassandra después de que ella recibe varias balas para salvar la vida de un asesino a sueldo, lo que demuestra su devoción por proteger la vida humana.

### Batgirl
Bruce Wayne envía a Cassandra a Barbara Gordon, que actualmente funciona como Oracle. Barbara dice que prefiere vivir sola, pero como Cassandra nunca está en casa y no habla, es como vivir sola. Un telépata "reconecta" el cerebro de Cassandra para que pueda pensar con palabras y usar el lenguaje, pero estas habilidades tienen cierto costo para su capacidad para leer el lenguaje corporal de las personas. Como había confiado completamente en esta capacidad de lucha, no puede luchar eficazmente contra el crimen. Preocupado, Bruce Wayne le quita el disfraz y comienza a entrenarla en habilidades defensivas.
Cassandra pronto descubre que la asesina Lady Shiva puede leer a la gente como solía hacerlo y le pide a Shiva que le vuelva a enseñar. Lady Shiva acepta con la condición de que tengan un duelo a muerte un año después. Como Cassandra preferiría ser "perfecta por un año" en lugar de "mediocre para toda la vida", acepta la oferta. Cuando las mujeres pelean dentro de un año, Cassandra muere en cuestión de minutos. Shiva luego reinicia su corazón, dándose cuenta de que Cassandra tenía un deseo de morir, para que puedan tener una pelea real. En la pelea posterior, Cassandra golpea a Shiva pero no la mata.
Aunque no es conocida por su vida privada, Cassandra tiene un romance único con Conner Kent después de conocerlo en un crucero. Él comparte su primer beso, y ella incluso lo visita en su casa en Smallville, aunque la relación nunca se vuelve seria.
Cassandra luego ayuda a Batman a controlar la violencia de una guerra de pandillas en Gotham City.
Más tarde, Batgirl se muda a Blüdhaven con Tim Drake (el tercer Robin) por sugerencia de Batman y con su apoyo financiero. Allí, Deathstroke acepta un contrato del Pingüino para matar a Batgirl y decide dejar que su hija, Rose (la actual Ravager), haga el trabajo. Cassandra vence a Rose jugando con sus emociones para dejarla abierta a un golpe crítico, sin darle a Deathstroke más remedio que buscar su atención médica.
Durante este tiempo, Cassandra comienza a desarrollar una amistad con Brenda, la mujer propietaria de la cafetería local, e incluso una relación de muy corta duración con un niño llamado Zero. Desafortunadamente, todos sus amigos mueren en el desastre de Blüdhaven.
Cassandra también se infiltra en Batman, como Kasumi, en la Liga de la Justicia Élite, trabajando con la Hermana Superior para rastrear y eliminar las amenazas metahumanas a la población. Trabaja con los antiguos compañeros de la Liga de la Justicia de Batman, Green Arrow y Flash, y forma un vínculo con Coldcast, quien es el primer jugador de la liga a quien revela su identidad. Aunque posteriormente es acusado de asesinato, ella y el resto del equipo pronto se dan cuenta de que ha sido manipulado por el miembro renegado de Elite Menagerie, quien estaba siendo manipulado por el espíritu de Manchester Black mientras intentaba llevar a su hermana a destruir Londres. Mientras cae la JLA, la Elite, unida por el espíritu del difunto Manitou Raven, libera a Vera y vence a Black, aunque el equipo se disuelve tras esta última misión.
Cassandra reúne evidencia que indica que Shiva podría ser su madre, y la busca para confirmarlo, volviendo a unirse a la Liga de Asesinos. Después de que ella es proclamada por Nyssa al Ghul como la "Única que es todo", los estudiantes de la Liga se dividen, la mitad siguiendo a Shiva y los demás a Cassandra. En el siguiente enfrentamiento, Cassandra es herida de muerte por su "hermano adoptivo", el Perro Loco, mientras salva heroicamente a uno de los estudiantes bajo su liderazgo. Shiva revive a Cassandra en un pozo de Lázaro, luego responde las preguntas de Cassandra sobre su parentesco. Cuando Cassandra le preguntó a Shiva si todavía estaba matando, si alguna vez se detendría, Shiva dice que sí, y responde: "Es por eso que te tuve", por lo que Cassandra acepta pelear con ella hasta la muerte una vez más.
Después de una batalla muy igualada, Cassandra logra romper el cuello de Shiva, paralizándola. Ella parece lista para colocar a Shiva en el Pozo de Lázaro, pero Shiva le ruega que no lo haga. En cambio, Cassandra empala a Shiva en un gancho que cuelga sobre el pozo, aparentemente matándola. Cassandra luego abandona la identidad de Batgirl y regresa a su vida como una vagabunda.

### Un año después
Robin (Tim Drake) captura a David Cain y lo lleva a la Liga de Asesinos como rescate para liberar a Cassandra, solo para descubrir que Cassandra es la nueva líder. Cassandra saca una pistola y le dice que dispare a Cain y se una a su liga. Ante su negativa, ella le dispara a Caín. Tim y Cassandra se involucran en una pelea que termina cuando la plataforma en la que luchan explota. Para cuando Tim regresa a la ubicación original, Cassandra y Cain se han ido y los cuellos de los ninjas se han roto. Tim había grabado en secreto la conversación, limpiando su nombre, pero marcando a Cassandra como una asesina al mismo tiempo.

#### Apariciones breves
Cassandra sale a la superficie cuando es contratada por Dark Angel para matar a Supergirl e intenta hacerlo secuestrando al amigo de Supergirl, el Capitán Boomerang. Supergirl llega a la sede tibetana de la Liga para enfrentarse a Cassandra, donde luchan. Cassandra usa espadas que emiten energía solar roja que le quita los poderes a Supergirl. Sin embargo, mientras Cassandra se prepara para matarla, Supergirl misteriosamente extruye cristales de su cuerpo que hieren a Cassandra.
Más tarde, Cassandra se acerca a Dodge, un aspirante a superhéroe con poderes de teletransportación, queriendo que robe una droga que le da a los humanos una fuerza metahumana a cambio de dinero. Cassandra (con un aliado) planea usar la droga para crear un ejército. También hace otra aparición donde asesina al empresario que estaba produciendo esa droga, a quien Robin previamente intentó sin éxito llevar ante la justicia.

#### Jóvenes Titanes
Cassandra se queda atrás mientras Batman, Robin y Nightwing se van para su viaje de un año y Harvey Dent se encarga de proteger a Gotham en lugar de a ella. Deathstroke se acerca a Cassandra y se alimenta de su deseo de un padre amoroso, así como de sus sentimientos de abandono. Aparentemente, Deathstroke logra inyectar a Cassandra con drogas, desde la distancia, que deformaron su mente permitiéndole manipularla a su gusto.
Habiendo ganado el control de su hija, Deathstroke la recluta en Titanes del Este, donde retoma el papel y el disfraz de Batgirl.
Como miembro de Titanes del Este, ella tiene una revancha con Ravager y un breve enfrentamiento con Robin, después de lo cual Robin inyecta a Cassandra con un contrasuero (preparado en caso de que Deathstroke recupere el control de su hija), y aparentemente es liberada de Deathstroke. control y jura matar a Deathstroke para vengarse.
Sin embargo, algún tiempo después, cuando está trabajando con los Jóvenes Titanes, Miss Martian comenta que ahora tiene más control sobre sí misma. Se enfrenta a Deathstroke, Match y otros excompañeros de equipo de Titanes del Este, antes de ser sometida por Risk. Poco después, Cyborg, Raven y Duela Dent convocan a los ex Titanes Nightwing, Donna Troy, Beast Boy y Flash (Bart Allen), quienes se unen a ellos contra el equipo de Deathstroke. Batgirl intenta matar a Deathstroke, pero Nightwing la detiene y deja inconsciente, quien exige que Deathstroke se enfrente a los tribunales. Sin embargo, Deathstroke escapa de los Titanes con la ayuda de Inercia, y después de que termina la batalla, Batgirl y Duela Dent desaparecen sin decir una palabra.

### Batman y los Forasteros
Cassandra retoma el manto de Batgirl para unirse a los Forasteros a petición de Batman. Se muda al apartamento del equipo, pero no muestra muchas ganas de socializar con sus compañeros. Batman también ofrece membresía a Green Arrow, quien está furioso al saber que el exlíder de la Liga de Asesinos también está en el equipo. Durante una misión, Green Arrow y Batgirl luchan entre sí y terminan ganando una especie de respeto inusual el uno por el otro. El equipo en su conjunto comienza a aceptar lentamente a Batgirl en sus filas después de que los libera a todos del ejército chino.
Después de la pérdida de su líder en la historia de "Batman R.I.P." de 2008, los Forasteros se quedan en el caos. Cassandra, creyendo que Batman la trajo al equipo para tal contingencia, toma el mando del grupo. Juntos emprenden la búsqueda de Batman.

### Batgirl(2008)
Después de que encuentran a Batman, Cassandra se muda a la Mansión Wayne, siguiendo el rastro del padre y Deathstroke. Ella usa la computadora de Batcave para localizarlos, pero Nightwing la ataca, quien afirma que no se puede confiar en ella. Robin y Batman le dan el beneficio de la duda.
Debido a su investigación, Cassandra se entera de que David Cain y Deathstroke iniciaron una escuela para entrenar a las "hermanas" de Cassandra. Cuando Cassandra se entera de que el propósito de la escuela era "paralizar a la comunidad de metahéroes", cree que Oracle está a punto de ser asesinado y se apresura a ir a su base de operaciones. Ella localiza a su padre en una azotea y se involucra en una pelea uno a uno, eventualmente enviándolo por una repisa. Cuando él pierde el control, ella intenta salvarlo pero falla; cae a otra parte del tejado. Batman, que la había seguido, la acepta nuevamente en la familia y dice que la adoptará y la convertirá en su hija.
Sin embargo, después de la aparente muerte de Bruce Wayne, Cassandra, aparentemente desilusionada, le pasa la capucha a su amiga cercana, Stephanie Brown, y luego deja Gotham.

### Black Bat
Después de que Bruce Wayne regresa, se revela que la desilusión de Cassandra fue una artimaña, y que ella voluntariamente entregó su manto de Batgirl a Stephanie porque estaba actuando bajo las órdenes de su mentor en caso de su muerte o desaparición, y se ocultó, usando a Tim Drake como contacto habitual. Tras el anuncio público de Bruce Wayne sobre su intención de crear un equipo global de Batmen, Tim visita a Cassandra en Hong Kong, donde ha estado actuando como una justiciera sin nombre en clave. Él intenta persuadir a Cassandra para que regrese a Gotham ahora que las cosas han vuelto a la normalidad, pero ella se niega, diciendo que Stephanie necesita el papel de Batgirl más que ella. Justo antes de partir, Tim le da a Cassandra una copia de su antiguo disfraz y le dice que si ella elige quedarse y luchar contra el crimen en Hong Kong, él espera que lo haga con un símbolo de murciélago.
Cassandra acepta la oferta de Tim y se une al nuevo grupo de Bruce, que ahora usa un traje muy modificado que usa su atuendo original como base. Ahora usa el nombre de Black Bat y, entre otras actividades, provoca una operación de contrabando de heroína en Hong Kong.
Después de que un nuevo supervillano llamado el Arquitecto destruye tres puentes de Gotham con la ayuda de explosivos traídos de contrabando desde Hong Kong, lo que resulta en la muerte de docenas de civiles, Cassandra, sintiéndose culpable por no evitar que los explosivos salieran de China, regresa a Gotham y sus socios con Red Robin, Dick Grayson y Damian Wayne (el más nuevo Robin) para llevar al Arquitecto ante la justicia. Durante una vigilancia en el club nocturno de Oswald Cobblepot, Damian se burla y regaña a Cassandra, quien le dice que él es un héroe mejor y que Bruce probablemente la envió a Hong Kong como una degradación. A pesar de la hostilidad de Damian hacia ella, Cassandra finalmente le salva la vida después de sacarlo del club unos segundos antes de que sea destruido por una bomba. Y después de que Dick descubre que el Arquitecto planea inundar Gotham y matar a miles de civiles, Cassandra y Damian trabajan juntos para deshacerse de los explosivos que supuestamente hundirían la ciudad. Una vez que el Arquitecto es derrotado y capturado, Cassandra decide quedarse en Gotham en lugar de regresar a Hong Kong.
Más tarde, Cassandra se infiltra en un torneo para asesinos a sueldo y rescata a Red Robin, que había sido capturada y estaba a punto de ser agredida sexualmente por la media hermana de Ra's al Ghul. Después de rescatar a Tim, Cassandra aparentemente lo mata con una katana, ganando así el torneo por sí misma. Pero, de hecho, ella simplemente ha fingido la muerte de Red Robin para permitirle escapar. Los dos luego viajan a Hong Kong para atrapar a un asesino de 10 años conocido como Grillo, pero son fácilmente derrotados. Justo cuando Cassandra y Tim caen inconscientes, Grillo promete enfrentarlos de nuevo algún día, y les dice que espera que la próxima vez peleen mejor.

### The New 52
En lo que podría ser una línea de tiempo variante, Cassandra es miembro de la Liga de Batgirls de Barbara Gordon, que opera en el campo bajo su liderazgo junto a sus compañeras Batgirls Stephanie Brown y Tiffany Fox. Su padre, David Cain, es retratado como un personaje llamado "Huérfano", que cría a Cassandra sola y la obliga a no hablar, sino a "escuchar" los movimientos corporales y reaccionar en consecuencia con una precisión mortal. Tenía la intención de ser un "regalo" para la villana "Madre", para mostrarle que los niños asesinos pueden ser manipulados a través de "las viejas formas" en lugar de mediante el uso de drogas, pero "Madre" la rechazó y le dijo a Huérfano que nunca lo hiciera. hacer cualquier cosa a sus espaldas otra vez. Aunque Madre la usa para matar a Miranda Row, madre de la nueva aliada de Batman, Harper Row, al final de la historia, Harper perdona a Cassandra por su papel en la muerte de su madre, mientras que el propio padre de Cassandra, David, se sacrifica para matar a Madre atrapándola en su fortaleza en desintegración, negándose a permitirle torturar a otros en el futuro. Al final de la historia, Cassandra adopta la identidad de Huérfano de su padre para continuar protegiendo a los demás.

### DC Rebirth
Como Huérfana, Cassandra es más tarde incluida en el "campo de entrenamiento" de Batman y Batwoman para jóvenes justicieros de Gotham. Huérfana es conocida por ser la mejor luchadora del equipo. Intenta pelear las batallas del equipo sola y es conocida por colarse en los apartamentos de Stephanie Brown y Harper Row en medio de la noche. Cuando Batman es atacado por la colonia, ella intenta enfrentarse a ellos por sí misma y queda herida y luego sedada después de llevar a la colonia a su base. Clayface ayuda a Batwoman, Red Robin, Spoiler y a Huérfana herida a escapar.

### Batman y los Outsiders
Cassandra es actualmente parte del último equipo de Outsiders, junto con Batman, Black Lightning, Katana y Signal.

## Habilidades y equipo

### Entrenamiento y habilidades
Como el resto de la familia Batman, Cassandra no tiene poderes sobrehumanos. Cuando era niña, recibió un entrenamiento intensivo de su padre, junto con varios otros miembros de la Liga de Asesinos, incluidos Tigre de Bronce, Merlyn el arquero y una serie de instructores contratados por su padre, incluido Alpha. Al tomar el manto de Batgirl, Batman, Oracle, Canario Negro y Lady Shiva la entrenaron aún más. Recibió instrucción complementaria de Onyx . Es una increíble combatiente cuerpo a cuerpo y es muy hábil en varias artes marciales, incluyendo Jeet kune do, Muay thai, y Ninjutsu. También fue entrenada muy brevemente en métodos detectivescos por Tim Drake durante su tiempo en Blüdhaven.
La superioridad de Cassandra en combate resulta no solo de su excelente condición física, sino de sus funciones cognitivas (el resultado de su educación idiosincrásica) que permite extraordinarias hazañas de coordinación, así como percibir cambios mínimos en los movimientos y el lenguaje corporal del oponente. En Batgirl # 14 (mayo de 2001), la escritora Kelley Puckett coloca a Cassandra en una posición dentro de la historia en la que un grupo de expertos gubernamentales analiza sus habilidades. El equipo creativo revela al lector que el personaje no tiene metagene. Sin embargo, se consideró que su estado genético era incompatible con sus habilidades registradas. Un experto afirma: "Sus movimientos individuales son casi humanos. Lo que es metahumano es su velocidad agregada. Mira, los humanos pueden lanzar una bola rápida de 100 millas por hora, romper bloques de concreto con la cabeza y correr 4.2 cuarenta. Lo que no pueden hacer es todo eso a la vez. No es tanto físico como... mentalmente imposible. Demasiado para coordinar".
Su crianza usando el lenguaje corporal como su modo exclusivo de comunicación también tuvo el efecto de permitirle "leer" cambios mínimos en las expresiones, respiración, músculos, posición de las articulaciones y centro de gravedad de un oponente, lo que a su vez le permite ver o "predecir" "un oponente se mueve antes de que sucedan. Es posible que esta habilidad sea solo parcialmente el resultado de su educación y que exista una predisposición genética a ella, ya que Lady Shiva, la madre de Cassandra, es la única otra artista marcial conocida en el universo de DC que tiene esta habilidad. Cuando un telépata "reconectó" el cerebro de Cassandra para permitirle hablar, esto tuvo la consecuencia involuntaria de bloquear su capacidad para "predecir" ataques, como si su capacidad para comprender el lenguaje físico se cambiara por su capacidad para hablar y leer.
Cassandra también exhibe una extraordinaria resistencia al dolor. En más de una ocasión, se la ha descrito como "capaz de recibir una herida de bala y ni siquiera pestañear", debido a la formación adicional que recibió cuando era niña.

### Habilidades lingüísticas
Como efecto secundario del entrenamiento de su padre, el cerebro de Cassandra desarrolló funciones de aprendizaje diferentes a la mayoría. Habiendo sido criada por Cain deliberadamente sin habla, los centros de comunicación de su cerebro aprendieron el lenguaje corporal en lugar del lenguaje hablado o escrito. Por lo tanto, originalmente tenía tantos problemas para aprender el lenguaje hablado y escrito como lo tendría una persona normal para aprender el lenguaje corporal. Aunque pudo aprender algunas cosas muy básicas ("no", "sí", "yo") de la misma manera que una persona normal puede aprender a reconocer sonrisas y fruncir el ceño, fue necesario que un telépata "reconectara" su cerebro para enseñarle a hablar y entender inglés. Incluso entonces, solo hablaba con extrema dificultad (muy vacilante, oraciones cortas con largas pausas, con frecuencia usando las palabras equivocadas, etc.). En Batgirl # 67 (octubre de 2005), Oracle realizó una serie de pruebas en Cassandra, determinando la gravedad del problema: "Los centros del lenguaje de tu cerebro están en ambos hemisferios. No centralizados como la mayoría de las personas. Cuando intentas leer o escribir, tu cerebro no sabe cómo mantenerlo cohesionado".
En la miniserie de Batgirl de 2008, el primer número profundiza en una explicación sobre el aumento de las habilidades verbales y literarias de Cassandra. Se explica que durante el año en el que Batman, Nightwing y Robin estuvieron en el extranjero, Cassandra y Alfred se encargaron de ayudar a desarrollar las habilidades de las que ella carecía debido a su niñez poco convencional. Durante el día, tomó cursos de oratoria y ESL. El entrenamiento formal ayudó a sus procesos de pensamiento relacionados con el lenguaje y, por lo tanto, su verbalización mejoró rápidamente.

### Vestuario y equipo
El disfraz de Cassandra como Batgirl está compuesto de cuero negro ceñido a la piel. Su máscara cubre toda su cabeza a excepción de los ojos, que están oscurecidos, y suturas simbólicas rodean la boca de la máscara. Cassandra lleva un logo negro con borde amarillo en lugar de la versión de murciélago amarillo del logo que lleva Barbara. El traje fue creado y usado por primera vez por la Cazadora en las primeras etapas de "No Man's Land".
Al igual que los otros miembros del Bat-Clan, la Batgirl de Cassandra también usa un cinturón de herramientas con bolsa amarilla que contiene ganchos de agarre, batarangs, mini-explosivos, dispositivos de rastreo, una computadora de mano, binoculares, PlastiCuffs y bolitas de humo. Sin embargo, Cassandra rara vez usa alguno de estos dispositivos.
El traje muestra ligeras variaciones en Titanes del Este. La capa muestra un forro amarillo y Cassandra usa un cinturón de herramientas "cápsula" en lugar de bolsas. En Teen Titans (vol. 3) # 43, el símbolo de murciélago que alguna vez fue hueco parece haber sido llenado y su capa es una vez más completamente negra; una nueva línea de costura sube por la frente de su capucha. Esta versión del disfraz aparentemente es el resultado de la interpretación de un artista, ya que las apariciones de Cassandra en otros lugares (es decir, Supergirl y Batman and the Outsiders) la muestran usando su disfraz estándar de Batgirl.
Su disfraz de Black Bat incorpora su antiguo disfraz de Batgirl, con algunas modificaciones. Ahora usa un antifaz y deja al descubierto el resto de su rostro y cabeza. Su capa ahora está severamente rota, luciendo andrajosa y casi como humo. Sus manos están envueltas en vendas en lugar de sus antiguos guantes de murciélago festoneados.
El disfraz que usa actualmente como Huérfana consiste en una blusa negra de manga larga ajustada, guantes y una máscara de cabeza completa; ocasionalmente ha usado una variante con capucha adjunta y sin máscara. Sus pantalones son más holgados y holgados en los muslos para permitir una mayor flexibilidad con sus acrobacias, y usa botas negras hasta la rodilla. Todo el traje tiene detalles en amarillo, con pequeñas placas de armadura en áreas estratégicas del torso y los brazos, e incluye un cinturón de herramientas amarillo.

## Otras versiones
En la línea de tiempo alternativa representada en la historia de "Titans Tomorrow" en Teen Titans, se menciona que Cassandra fue asesinada por Duela Dent. Años más tarde, Tim Drake (ahora el nuevo Batman) mató a Duela en represalia.
En la línea de tiempo representada en la secuela, "Titans Tomorrow... Today!", Cassandra es retratada como la sucesora de Kate Kane en el manto de Batwoman y miembro del Ejército de Titanes de Lex Luthor.
Una versión de Cassandra para niños pequeños aparece en varios números de Tiny Titans. Es amiga de Barbara Gordon y Stephanie Brown.
Cassandra hace un cameo en el número 13 del segundo cómic de Batman: The Brave and the Bold. El número se centra en el Phantom Stranger que reúne a Robins de todos los períodos para ayudar a salvar la vida de Batman, porque "Batman siempre puede confiar en Robin"; al final del cómic, la hermana de Stranger, Madame Xanadu, comenta que si los Robins fracasaron, "siempre está Batgirl, también", revelando a las cuatro Batgirls (Cassie, Barbara Gordon, Bette Kane y Stephanie Brown).
En The New 52: Futures End, Cassandra aparece como miembro de la Liga de Batgirls junto a Stephanie Brown y una joven afroamericana llamada Tiffany Fox (la hija de Lucius Fox). Su amistad con Stephanie parece haber permanecido intacta.
En el universo de DC Comics Bombshells, Cassandra es una heroína china conocida como Black Bat. Después del final de la Segunda Guerra Mundial, regresa a su país de origen para ayudar a reconstruir y mejorar la vida de las niñas allí.

## En otros medios

### Película
- Ella Jay Basco interpreta a Cassandra Cain en la película Birds of Prey (2020).[39] Su historial como entrenada para ser una asesina desde el nacimiento está completamente eliminado; En la película, Cassandra es una carterista de doce años que se muestra viviendo bajo el cuidado de padres adoptivos negligentes (que nunca se muestran, pero se puede escuchar discutiendo en voz alta por ella en una escena). Ella juega un papel fundamental en la historia después de robar sin saberlo a Victor Zsasz (Chris Messina) un diamante que contiene códigos de la fortuna familiar de la mafia Bertinelli, que Roman Sionis (Ewan McGregor) quiere. Para evitar que la policía la atrape, Cassandra termina tragándose el diamante, lo que lleva a Harley Quinn (Margot Robbie) a vigilarla, lo que eventualmente los lleva a unirse y a Harley a pensar en entregarla a Sionis. Harley luego se une a Canario Negro (Jurnee Smollett-Bell), la detective de GCPD Renée Montoya (Rosie Perez) y Helena Bertinelli (Mary Elizabeth Winstead) para proteger a Cassandra y acabar con Sionis. En última instancia, sin embargo, Cassandra es quien derrota a Sionis, colocando una granada en el bolsillo de su abrigo sin que él se dé cuenta y tirando del alfiler mientras la sostiene a punta de cuchillo ante Harley. Cassandra se convierte en compañera de Harley después.

- Cassandra Cain también aparece como Kai Li Cain en la película animada "Batman: The Doom That Came To Gotham" del año 2023, con la voz de la actriz Tati Gabrielle. En esta película, que adapta la miniserie de cómics de DC "Elseworlds" (2000-2001) de Mike Mignola, poco se habla del origen del personaje. En la película es una adolescente, y se menciona que Bruce "la halló", pero no se dan más detalles. Al final de la película, Kai Li Cain queda a cargo de la Fundación Bruce Wayne, encargada de reconstruir Ciudad Gótica, luego de que fuera arrasada por las llamas, debido a los sucesos que se desarrollan en la película.

### Televisión
- En el final de la temporada uno de la Liga de la Justicia, "The Savage Time" (basado en el Universo animado de DC), se ve a una chica con Tim Drake, Barbara Gordon y Dick Grayson en una línea temporal alternativa que se parece a Cassandra. Los creadores del programa han declarado esto como un cameo no acreditado.
- Una versión masculina de Huérfano aparece en las últimas temporadas de Gotham interpretado por Nico Bustamante y Benjamin Snyder.
- Cassandra Cain aparece en Young Justice: Outsiders como Huérfana, un miembro del equipo de Batman. En la serie, su nombre es Cassandra Wu-San. Aparece por primera vez como miembro del escuadrón de Robin, junto con Spoiler y Arrowette, pero se une al equipo en el final de la temporada 3. Ella aparece en Young Justice: Phantoms en donde se revela que solía ser miembro de la Liga de las Sombras. También se revela que la razón por la que Cassandra no habla es porque su madre, Lady Shiva, le quitó las cuerdas vocales cuando era una bebé. En el episodio "¿La dama o la tigresa?", Se revela que Orphan fue quien paralizó a Barbara Gordon por accidente después de intentar matar al Joker.
- Cassandra Cain aparece como Batgirl en la serie animada Batwheels, con la voz de Leah Lewis.[40]

### Videojuegos
- Cassandra Cain como Batgirl aparece en un cameo junto a Robin (Tim Drake) en el videojuego Batman: Dark Tomorrow.
- Ella puede convertirse en el creador de personajes en Lego Batman: el videojuego.
- También puede convertirse en el creador de personajes en Lego DC Super-Villains.
- Cassandra aparece como Batgirl en DC Universe Online con la voz de Mindy Raymond.
- Cassandra también aparece como Batgirl en dos juegos de Batman creados por The Learning Company: Toxic Chill y Justice Unbalanced.
- Cassandra Cain aparece como una variante de Batgirl obtenida por desafío en línea en la versión móvil de Injustice: Dioses entre nosotros.

### Audiolibro
- Cassandra Cain como Batgirl, con la voz de Nanette Savard, aparece en el audiolibro completo de GraphicAudio de la novelización de No Man's Land escrita por Greg Rucka.